# Aeluropus
Aeluropus – rodzaj roślin z rodziny wiechlinowatych (Poaceae). Obejmuje 5 gatunków występujących w obszarze Śródziemnomorskim oraz w Azji sięgając po Indie i północne Chiny. Rośliny halofilne. 

## Systematyka
Pozycja według APweb (aktualizowany system APG III z 2009)
Rodzaj z podplemienia Aeluropinae z plemienia Cynodonteae i podrodziny Chloridoideae z rodziny wiechlinowatych (Poaceae) w obrębie jednoliściennych.
Wykaz gatunków
- Aeluropus badghyzii Tzvelev
- Aeluropus lagopoides (L.) Thwaites
- Aeluropus littoralis (Gouan) Parl.
- Aeluropus macrostachyus Hack.
- Aeluropus pilosus (X.L.Yang) S.L.Chen & X.L.Yang